# James Millican
James Andrew Millican (The Palisades, 17 febbraio 1910 – Los Angeles, 24 novembre 1955) è stato un attore statunitense.

## Biografia
Figlio di Fred S. Millican  (1865-1938), proprietario di un circo, e Amelia Rose Coss (1881-1956), dopo gli studi alla University of Southern California frequentò la scuola di recitazione alla Metro-Goldwyn-Mayer. Prese parte dal 1934 ad oltre 180 pellicole, per la maggior parte film western. Tra i suoi numerosi ruoli, si segnalano quelli di George Armstrong Custer in Sentiero di guerra e il vice sceriffo Herb Baker in Mezzogiorno di fuoco. Dal 1952 comparve come guest star in una dozzina di serie televisive.
Millican fu uno stretto collaboratore del cowboy e attore Wild Bill Elliott, mettendo in scena una serie di apparizioni personali nei rodei per conto di Elliott. Sposato dal 1931 con Dorothy Eleanor Gumbrell, ebbe da lei due figli. Morì nel novembre 1955, all'età di 45 anni, dopo una breve malattia. Venne sepolto nel Forest Lawn Memorial Park di Glendale

## Filmografia

### Cinema
- Il segno della croce (The Sign of the Cross), regia di Cecil B. DeMille (1932) – compare nel prologo dell'edizione del 1944
- Mills of the Gods, regia di Roy William Neill (1934)
- Sulle ali della canzone (Love Me Forever), regia di Victor Schertzinger (1935)
- Atlantic Adventure, regia di Albert S. Rogell (1935)
- Fermi o sparo! (Case of the Missing Man), regia di David Ross Lederman (1935)
- Too Tough to Kill, regia di David Ross Lederman (1935)
- You May Be Next!, regia di Albert S. Rogell (1936)
- È arrivata la felicità (Mr. Deeds Goes to Town), regia di Frank Capra (1936)
- Falsari alla sbarra (Counterfeit), regia di Erle C. Kenton (1936)
- Killer at Large, regia di David Selman (1936)
- Let's Get Married, regia di Alfred E. Green (1937)
- The Devil Is Driving, regia di Harry Lachman (1937)
- S.O.S. Coast Guard, regia di Alan James e William Witney (1937)
- La sua maniera d'amare (She Married An Artist), regia di Marion Gering (1937)
- Chi ha ucciso Gail Preston? (Who Killed Gail Preston?), regia di Leon Barsha (1938)
- Extortion, regia di Lambert Hillyer (1938)
- The Main Event, regia di Danny Dare (1938)
- Highway Patrol, regia di Charles C. Coleman (1938)
- Il vendicatore (I Am the Law), regia di Alexander Hall (1938)
- L'eterna illusione (You Can't Take It With You), regia di Frank Capra (1938)
- Flight to Flame, regia di Charles C. Coleman (1938)
- Spring Madness, regia di Philip Barry (1938)
- The Little Adventuress, regia di D. Ross Lederman (1938)
- La preda (The Lone Wolf Spy Hunt), regia di Peter Godfrey (1939)
- Flying G-Men, regia di James W. Horne e Ray Taylor (1939)
- Il sosia innamorato (Honolulu), regia di Edward Buzzell (1939)
- Society Lawyer, regia di Edwin L. Marin (1939)
- North of the Yukon, regia di Sam Nelson (1939)
- Back Door to Heaven, regia di William K. Howard (1939)
- Avventurieri dell'aria (Only Angels Have Wings), regia di Howard Hawks (1939)
- Profughi dell'amore (Daughters Corageous), regia di Michael Curtiz (1939)
- Angeli del mare (Coast Guard), regia di Edward Ludwig (1939)
- Those High Grey Walls, regia di Charles Vidor (1939)
- Scandal Sheet, regia di Nick Grinde (1939)
- Mr. Smith va a Washington (Mr. Smith Goes to Washington), regia di Frank Capra (1939)
- Noi siamo le colonne (A Chump at Oxford), regia di Alfred J. Goulding (1940)
- La signora del venerdì (His Girl Friday), regia di Howard Hawks (1940)
- Convicted Woman, regia di Nick Grinde (1940)
- Troppi mariti (Too Many Husbands), regia di Wesley Ruggles (1940)
- Bufera mortale (The Mortal Storm), regia di Frank Borzage (1940)
- Guanti d'oro (Golden Gloves), regia di Edward Dmytryk (1940)
- Glamour For Sale, regia di D. Ross Lederman (1940)
- Così non avrai da lamentarti (So You Won't Talk?), regia di Edward Sedgwick (1940)
- Girls Under 21, regia di Max Nosseck (1940)
- Ritorna se mi ami (Flight Command), regia di Frank Borzage (1940) – solo voce
- Arriva John Doe (Meet John Doe), regia di Frank Capra (1941)
- I cavalieri del cielo (I Wanted Wings), regia di Mitchell Leisen (1941)
- Vecchio squalo (Barnacle Bill), regia di Richard Thorpe (1941)
- Washington Melodrama, regia di Sylvan Simon (1941)
- Volto di donna (A Woman's Face), regia di George Cukor (1941)
- Innamorato pazzo (Love Crazy), regia di Jack Conway (1941)
- Down in San Diego, regia di Robert B. Sinclair (1941)
- L'inarrivabile felicità (You'll Never Get Rich), regia di Sidney Lanfield (1941)
- Musica segreta (International Lady), regia di Tim Whelan (1941)
- Among the Living, regia di Stuart Heisler (1941)
- The Bugle Sound, regia di S. Sylvan Simon (1942)
- Nazi Agent, regia di Jules Dassin (1942)
- Cadets on Parade, regia di Lew Landers (1942)
- La fortezza s'arrende (The Fleet's In), regia di Victor Schertzinger (1942)
- The Man Who Returned to Life, regia di Lew Landers (1942)
- Un americano qualunque (Joe Smith, American), regia di Richard Thorpe (1942)
- The Remarkable Andrew, regia di Stuart Heisler (1942)
- Di corsa dietro un cuore (Tramp, Tramp, Tramp), regia di Charles Barton (1942)
- Lo scorpione d'oro (My Favorite Blonde), regia di Sidney Lanfield (1942)
- Follia scatenata (Fingers at the Window), regia di Charles Lederer (1942)
- Hello, Annapolis, regia di Lew Landers (1942)
- The Wife Takes a Flyer, regia di Richard Wallace (1942)
- Segretario a mezzanotte (Take a Letter, Darling), regia di Mitchell Leisen (1942)
- L'isola della gloria (Wake Island), regia di John Farrow (1942)
- The Secret Code, regia di Spencer G. Bennet (1942)
- La chiave di vetro (The Glass Key), regia di Stuart Heisler (1942)
- A Man's World, regia di Charles Barton (1942)
- Presi tra le fiamme (The Forest Ranger), regia di George Marshall (1942)
- Ho sposato una strega (I Married a Witch), regia di René Clair (1942)
- Signorine, non guardate i marinai (Star Spangled Rhythm), regia di George Marshall (1942)
- Forzate il blocco (Stand By for Action), regia di Robert Z. Leonard (1942)
- Arcipelago in fiamme (Air Force), regia di Howard Hawks (1943)
- Pilot No. 5, regia di George Sidney (1943)
- Sorelle in armi (So Proudly We Hail!), regia di Mark Sandrich (1943)
- La parata delle stelle (Thousands Cheer), regia di George Sidney (1943)
- Riding High, regia di George Marshall (1943)
- L'ostaggio (Northern Pursuit), regia di Raoul Walsh (1943)
- Joe il pilota (A Guy Named Joe), regia di Victor Fleming (1943)
- La storia del dottor Wassell (The Story of Dr. Wassell), regia di Cecil B. De Mille (1944)
- I Love a Soldier, regia di Mark Sandrich (1944)
- The National Barn Dance, regia di Hugh Bennett (1944)
- Il grande silenzio (And Now Tomorrow), regia di Irving Pichel (1944)
- Sinceramente tua (Practically Yours), regia di Mitchell Leisen (1944)
- Bring on the Girls, regia di Sidney Lanfield (1945)
- Gli amori di Susanna (The Affairs of Susan), regia di William A. Seiter (1945)
- Incontro nei cieli (You Came Along), regia di John Farrow (1945)
- Bionda incendiaria (Incendiary Blonde), regia di George Marshall (1945)
- Gli amanti del sogno (Love Letters), regia di William Dieterle (1945)
- Duffy's Tavern, regia di Hal Walker (1945)
- Giorni perduti (The Lost Weekend), regia di Billy Wilder (1945)
- Tokyo Rose, regia di Lew Landers (1946)
- I forzati del mare (Two Years Before the Mast), regia di John Farrow (1946)
- A ciascuno il suo destino (To Each His Own), regia di Mitchell Leisen (1946)
- La dalia azzurra (The Blue Dahlia), regia di George Marshall (1946)
- Non c'è due... senza tre (The Bride Wore Boots), regia di Irving Pichel (1946)
- The Well Groomed Bride, regia di Sidney Lanfield (1946)
- Our Hearts Were Growing Up, regia di William D. Russell (1946)
- The Searching Wind, regia di William Dieterle (1946)
- Tutta la città ne sparla (Rendezvous With Annie), regia di Allan Dwan (1946)
- Mia moglie capitano (Suddendly, It's Spring), regia di Mitchell Leisen (1947)
- Spoilers of the North, regia di Richard Sale (1947)
- Stepchild, regia di James Flood (1947)
- The Trouble With Women, regia di Sidney Lanfield (1947)
- The Tender Years, regia di Harold D. Schuster (1948)
- Let's Live Again, regia di Herbert I. Leeds (1948)
- Mr. Reckless, regia di Frank McDonald (1948)
- Azzardo (Hazard), regia di George Marshall (1948)
- The Return of Wildfire, regia di Ray Taylor (1948)
- In This Corner, regia di Charles Reisner (1948)
- La legione dei condannati (Rogues' Regiment), regia di Robert Florey (1948)
- Disaster, regia di William H. Pine (1948)
- Adventures of Gallant Bess, regia di Lew Landers (1948)
- Suprema decisione (Command Decision), regia di Sam Wood (1948)
- Sfida all'ultimo sangue (Last of the Wild Horses), regia di Robert L. Lippert (1948)
- Non si può continuare ad uccidere (The Man from Colorado), regia di Henry Levin (1948)
- La legge di Robin Hood (Rimfire), regia di B. Reeves Eason (1949)
- Grand Canyon, regia di Paul Landres (1949)
- L'inafferrabile (Fighting Man of the Plains), regia di Edwin L. Marin (1949)
- The Dalton Gang, regia di Ford Beebe (1950)
- Everybody's Dancin', regia di Will Jason (1950)
- Military Academy with That Tenth Avenue Gang, regia di David Ross Lederman (1950)
- Romantico avventuriero (The Gunfighter), regia di Henry King (1950)
- Winchester '73, regia di Anthony Mann (1950)
- Beyond the Purple Hills, regia di John English (1950)
- Condannato! (Convicted), regia di Henry Levin (1950)
- Il passo del diavolo, regia di Anthony Mann (1950)
- L'imprendibile signor 880 (Mister 880), regia di Edmund Goulding (1950)
- The Du Pont Story, regia di Wilhelm Thiele (1950)
- I quattro cavalieri dell'Oklahoma (Al Jennings of Oklahoma), regia di Ray Nazarro (1951)
- Missing Women, regia di Philip Ford (1951)
- Uniti nella vendetta (The Great Missouri Raid), regia di Gordon Douglas (1951)
- 14ª ora (Fourteen Hours), regia di Henry Hathaway (1951)
- I Was a Communist for the F.B.I., regia di Gordon Douglas (1951)
- L'uomo dell'est (Rawhide), regia di Henry Hathaway (1951)
- I lancieri alla riscossa (Cavalry Scout), regia di Lesley Selander (1951)
- Sentiero di guerra (Warpath), regia di Byron Haskin (1951)
- Ultime della notte (Scandal Sheet), regia di Phil Karlson (1952)
- Squilli al tramonto (Bugles in the Afternoon), regia di Roy Rowland (1952)
- Mezzogiorno di fuoco (High Noon), regia di Fred Zinnemann (1952)
- Nevada Express (Carson City), regia di André De Toth (1952)
- Corriere diplomatico (Diplomatic Courier), regia di Henry Hathaway (1952)
- La maschera di fango (Springfield Rifle), regia di André De Toth (1952)
- Immersione rapida (Torpedo Alley), regia di Lew Landers (1952)
- The Winning Team, regia di Lewis Seiler (1952)
- La frusta d'argento (The Silver Whip), regia di Harmon Jones (1953)
- Frustateli senza pietà (Cow Country), regia di Lesley Selander (1953)
- Mani in alto! (Gun Belt), regia di Ray Nazarro (1953)
- Lo straniero ha sempre una pistola (The Stranger Wore a Gun), regia di André De Toth (1953)
- Un leone per la strada (A Lion Is in the Streets), regia di Raoul Walsh (1953)
- Crazylegs, regia di Francis D. Lyon (1953)
- La grande carovana (Jubilee Trail), regia di Joseph Kane (1954)
- L'assedio di fuoco (Riding Shotgun), regia di André De Toth (1954)
- La lunga notte (The Long Wait), regia di Victor Saville (1954)
- Il cacciatore di fortuna (The Outcast), regia di William Witney (1954)
- Alba di fuoco (Dawn at Socorro), regia di George Sherman (1954)
- The Big Tip Off, regia di Frank McDonald (1954)
- Aquile nell'infinito (Strategic Air Command), regia di Anthony Mann (1955)
- Furia indiana (Chief Crazy Horse), regia di George Sherman (1955)
- Giuoco implacabile (Las Vegas Shakedown), regia di Sidney Salkow (1955)
- L'uomo di Laramie (The Man from Laramie), regia di Anthony Mann (1955)
- Tutto finì alle sei (I Died a Thousand Times), regia di Stuart Heisler (1955)
- Sakiss, vendetta indiana (The Vanishing American), regia di Joseph Kane (1955)
- Nessuno mi fermerà (Top Gun), regia di Ray Nazarro (1955)
- Tramonto di fuoco (Red Sundown), regia di Jack Arnold (1956)

### Televisione
- Gruen Guild Playhouse – serie TV, un episodio (1952)
- Four Star Playhouse – serie TV, un episodio (1953)
- Adventures of Wild Bill Hickok – serie TV, 2 episodi (1953)
- Chevron Theatre – serie TV, 2 episodi (1953)
- The Pepsi-Cola Playhouse – serie TV, 3 episodi (1953-1955)
- Your Play Time – serie TV, un episodio (1954)
- Fireside Theatre – serie TV, un episodio (1954)
- Schlitz Playhouse of Stars – serie TV, 2 episodi (1954-1955)
- The Man Behind the Badge – serie TV, un episodio (1955)
- General Electric Theater – serie TV, episodio 3x28 (1955)
- Celebrity Playhouse – serie TV, episodio 1x03 (1955)
- Studio 57 – serie TV, 2 episodi (1955)
- Soldiers of Fortune – serie TV, un episodio (1955)
- Celebrity Playhouse – serie TV, un episodio (1955)
- The Ford Television Theatre – serie TV, un episodio (1955)

## Doppiatori italiani
Nelle versioni italiane dei suoi film, James Millican è stato doppiato da:
- Giorgio Capecchi in Romantico avventuriero, Sentiero di guerra, L'assedio di fuoco
- Bruno Persa in Winchester '73, La maschera di fango, Corriere diplomatico
- Gualtiero De Angelis in Squilli al tramonto, Tutto finì alle sei
- Giuseppe Rinaldi in Mezzogiorno di fuoco, La storia del dottor Wassell
- Adolfo Geri in Non si può continuare ad uccidere
- Pino Locchi in Signorine non guardate i marinai
- Stefano Sibaldi in Gli amanti del sogno
- Alberto Sordi in La bella preda
- Renato Turi in A ciascuno il suo destino
- Cesare Polacco in Il cacciatore di fortuna
- Manlio Busoni in Alba di fuoco
- Emilio Cigoli in Aquile nell'infinito
- Lauro Gazzolo in Furia indiana
- Luigi Pavese in L'uomo di Laramie
- Francesco Pannofino in Non si può continuare ad uccidere (ridoppiaggio)